# Harpachne bogdanii
Harpachne bogdanii là một loài thực vật có hoa trong họ Hòa thảo. Loài này được Kenn.-O'Byrne mô tả khoa học đầu tiên năm 1962.